# Dinamarca en los Juegos Paralímpicos de Nagano 1998
Dinamarca estuvo representada en los Juegos Paralímpicos de Nagano 1998 por tres deportistas, dos hombres y una mujer.

## Medallistas
El equipo paralímpico danés obtuvo las siguientes medallas:
| Nombre             | Deporte        | Evento                        |
| ------------------ | -------------- | ----------------------------- |
| Oro                |                |                               |
| Anne-Mette Bredahl | Esquí de fondo | 5 km estilo libre B1 femenino |
| Plata              |                |                               |
| —                  |                |                               |
| Bronce             |                |                               |
| Anne-Mette Bredahl | Biatlón        | 7,5 km B1 femenino            |